# فرنسيسكو لوبيز (رسام)
فرنسيسكو لوبيز (بالإسبانية: Francisco López) هو نقاش ورسام إسباني، ولد في 1554 في كولمينار دي أوريجا في إسبانيا، وتوفي في 1629 في مدريد في إسبانيا.